# Pere Bohigas i Balaguer
Pere Bohigas i Balaguer (Vilafranca del Penedès, Alt Penedès 20 de febrer de 1901 - Barcelona, 27 de febrer de 2003) fou un filòleg i bibliòfil català.

## Biografia
Participà en els Estudis Universitaris Catalans i el 1924 es doctorà en filosofia i lletres per la Universitat de Barcelona, on fou professor de paleografia fins al 1939. El 1926 marxà a París i el 1929 a Anglaterra, on completà la seva formació. També fou professor a l'Escola de Bibliotecàries. El 1941 va obtenir per oposició una plaça al Cos d'Arxivers, Bibliotecaris i Arqueòlegs, que li va permetre treballar com a conservador de la secció de manuscrits i reserva de la Biblioteca de Catalunya fins al 1971. De 1967 a 1973, va dirigir els cursos de català de la Diputació de Barcelona.
En la seva joventut, col·laborà com a folklorista amb Higini Anglès i Pàmiesen l'aplec de materials per a l'Obra del Cançoner Popular de Catalunya. En tant que codicòleg, publicà nombrosos treballs, entre els quals una Història del llibre manuscrit a Catalunya durant l'època medieval i un repertori de manuscrits conservats tant als Països Catalans com a l'estranger.
Com a filòleg, després de la seva tesi doctoral sobre els texts hispànics de la Demanda del Sant Graal, es dedicà principalment a l'estudi i edició de textos de la literatura medieval, principalment catalana (edicions sobre Ausiàs March, Profecies catalanes dels s. XIV-XV, o els Tractats de cavalleria, publicats en la col·lecció Els Nostres Clàssics, així com estudis sobre Ramon Llull, Francesc Eiximenis, la matèria de Bretanya o la Bíblia a Catalunya, però també castellana (La Celestina o el Baladro del Sabio Merlín). El 1953 participà en el VII Congrés Internacional de Lingüística Romànica de Barcelona, i el 1956 dirigí la Biblioteca Catalana d'Obres Antigues, on edità uns Miracles de la Verge Maria.
Membre de l'Institut d'Estudis Catalans des de 1942, serà màxim responsable de 1961-1968. Ha estat president de la Secció Filològica de l'Institut d'Estudis Catalans de 1962 a 1989, amb el qual ha publicat nombrosos }. Fou igualment membre de l'Acadèmia de Bones Lletres de Barcelona, i del Comitè Internacional de Paleografia, i membre honorífic de la Societat Verdaguer. El 1990 va rebre la Creu de Sant Jordi.
Del seu matrimoni amb la bibliotecària Mercè Martí i Piera nasqueren dos fills: Anna Maria —casada amb l'arquitecte Nèstor Fullà i Pintó— i el físic Oriol Bohigas i Martí —casat amb la historiadora Núria Sales i Folch. Morí l'any 2003, als 102 anys, i fou enterrat al Cementiri de les Corts (Barcelona).

## Obres
- La ilustración y la decoración del libro en Cataluña (1960-1967)
- Aportació a l'estudi de la literatura catalana (1982)
- Sobre manuscrits i biblioteques (1985)
- Folklore del Penedès (1993)
- Curial e Güelfa (1993)